# Cartoon Network (España)
Cartoon Network fue un canal de televisión por suscripción, cuya programación estaba orientada a la animación dirigida al público infantil y juvenil. En junio de 2013, Turner decidió cerrar el canal debido a la dura crisis económica en España y los altos costos para mantener operando el canal. A pesar del cierre, Turner decidió seguir explotando la marca Cartoon Network a través de internet, por el canal de televisión abierta Boing a través del bloque de programación «Findes Cartoon Network», tras un joint venture con Mediaset y a través del servicio de streaming Max.

## Historia

El logo original de Cartoon Network España, usado desde el 4 de marzo de 1994 hasta el 7 de mayo de 2005.

Cartoon Network contaba en 1993 con una única señal europea que se distribuía a través del satélite Astra, y ya contaba con cinco audios en diferentes idiomas. El 4 de marzo de 1994 (aunque en un principio Turner dijo que sucedería antes de finales de 1993) se incorporó el sexto idioma del canal: el español. Más tarde, el canal también se incorporó en redes de cable españolas. En 1997, la plataforma Canal Satélite Digital firma un acuerdo con Time Warner en el que, aparte de obtener derechos de la productora, también se beneficia con la entrada de Cartoon Network y TNT en su oferta. El canal se emitía en la mayoría de compañías de televisión de pago, en algunas incluyendo el canal Cartoon Network +1, con la misma programación, pero una hora después. Además se publicaba una revista que se llama Cartoon Network Magazine, pero que no manejaba el canal, ya que la licencia pertenecía a otro dueño.

### Cierre del canal e inicio como bloque
Turner Broadcasting System Europe anunció el 14 de junio de 2013 que se dejaría de emitir Cartoon Network y Cartoonito en España el día 30 de junio de 2013 debido a la dura crisis económica. El 20 de junio, se publicó en el blog de la web de Cartoon Network el cese de sus emisiones en televisión, pero destacando que el sitio web seguiría activo, ya que pasó a contar con un servicio de televisión bajo demanda (VOD) para tabletas, teléfonos inteligentes o televisores conectados a Internet en el que se pueden visualizar las series y contenidos del canal. También se explicó que estos contenidos también estarían disponibles en la web del canal, y que Turner aumentaría su presencia en Boing, el canal temático infantil del grupo audiovisual Mediaset España, con el que tiene un joint venture en la emisora anteriormente citada.
Poco antes de las 0.00 horas del 1 de julio de 2013, el canal cesó sus emisiones en España después de 20 años emitiendo. El canal, desde ese momento, emitió un bucle de continuidad y cada operador que distribuía la señal manualmente agregaron unos minutos después un cartel informando a los clientes que dicho canal dejaba de emitir en España. Meses más tarde, a finales de agosto, el canal en abierto Boing dio a conocer que desde el 14 de septiembre todos los fines de semana emitiría un bloque de contenidos llamado «Findes Cartoon Network» el cual estaría compuesto por nuevos episodios de Hora de aventuras y nuevos episodios de Historias corrientes a partir de las 10:30.

## Cartoon Network en Max
Al igual que su versión original para Estados Unidos, Max, el servicio de streaming de Warner Bros. Discovery, cuenta con contenido de Cartoon Network en España a través de Vodafone. En 2021, HBO Max anunció un listado de algunos contenidos originales de Cartoon Network que estarían desde el lanzamiento de la plataforma, entre ellos estaban: Hora de aventuras, Historias corrientes, El asombroso mundo de Gumball y Teen Titans GO!. Su lanzamiento tuvo lugar el 26 de octubre de 2021.